# Jenny Rissveds
Jenny Rissveds (* 6. Juni 1994 in Falun) ist eine schwedische Radrennfahrerin, die vor allem in Mountainbikerennen antritt. Sie gewann bei den Olympischen Sommerspielen 2016 Gold in der Disziplin Cross-Country.

## Leben
In ihrer Jugend startete Rissveds sowohl bei Mountainbike- wie auch bei Straßenrennen. Im Jahr 2010 gewann sie bei den Juniorinnen erstmals Goldmedaillen bei den schwedischen Meisterschaften. Bei den Mountainbike-Europameisterschaften 2013 errang sie Gold im Cross-Country Eliminator der Frauen sowie im olympischen Cross-Country die Silbermedaille im U23-Rennen. Bei den schwedischen Meisterschaften 2013 konnte sie auch in den Bahnradsportdisziplinen 500-m-Zeitfahren und Ausscheidungsfahren die Goldmedaille erzielen. Am 24. Oktober 2015 wurde sie schwedische Meisterin im Querfeldeinrennen. 2016 wurde sie U23-Weltmeisterin im Cross Country.

### Olympische Sommerspiele 2016
Ihr erstes Weltcuprennen im Elitebereich gewann sie im Jahr 2016 in Lenzerheide. Rissveds trat im gleichen Jahr bei den Olympischen Sommerspielen in Rio de Janeiro in der Mountainbike-Disziplin Cross Country an. Im Wettbewerb bildete sie in der letzten Runde ein Ausreißerduo mit der Polin Maja Włoszczowska. Durch eine Attacke konnte Rissveds ihre Gegnerin abhängen und das Rennen und somit auch die Goldmedaille gewinnen.
Nach ihrem Erfolg bei den Olympischen Spielen kam es zu einem Streit mit dem schwedischen Radverband, da sie bei einer Teilnahme bei den Weltmeisterschaften Material des Sponsors der schwedischen Nationalmannschaft verwenden sollte. Es konnte zwar ein Kompromiss gefunden werden, aber sie wurde schlussendlich kein Mitglied des schwedischen Nationalteams.

### Ausstieg aus dem Sport 2017
In die Saison 2017 startete Rissveds gemeinsam mit dem Schweizer Rennfahrer Thomas Frischknecht mit einem Sieg in der Mixed-Wertung des südafrikanischen Mountainbikerennens Cape Epic. Kurz darauf sagte sie ihre Teilnahme beim ersten Weltcup-Rennen der Saison ab. Auch bei den folgenden drei Rennen trat sie nicht an. Bei ihren ersten beiden Starts schnitt Rissveds schließlich weit unter ihren Vorjahresleistungen ab. Sie begründete ihr Abschneiden mit Depressionen und erklärte, dass diese mit dem Stress nach ihrem Gewinn der olympischen Goldmedaille sowie mit dem Tod ihrer beiden Großväter zu tun hätten. Später berichtete sie auch über die Essstörungen, an denen sie leide. Im Februar 2018 kündigte sie ihr vorläufiges Karriereende an und verließ ihr Team Scott-Sram.

### Comeback 2018
Im Mai 2018 stieg Rissveds wieder ins Training ein. Schließlich wurde sie Mitglied im Team 31, wobei die Zahl 31 für den Artikel 31 der UN-Kinderrechtskonvention steht. Im Juli 2018 wurde sie erneut schwedische Meisterin im Cross Country. In der Saison 2019 trat sie für ihr neues Team erneut im Weltcup an, wo sie am 11. August 2019 in Lenzerheide den ersten Weltcupsieg nach ihrem Comeback feiern konnte. Bei den Mountainbike-Weltmeisterschaften im August 2019 wurde sie Sechzehnte. Die Weltcupsaison 2019 beendete sie auf einem achten Gesamtplatz.
Bei den schwedischen Meisterschaften 2020 erhielt sie ihre insgesamt achte Goldmedaille. Rissveds konnte sich schließlich für die im Sommer 2021 ausgetragenen Olympischen Sommerspiele 2020 qualifizieren. Dort konnte sie als Titelverteidigerin nicht an ihren Erfolg aus dem Jahr 2016 anknüpfen und belegte den 14. Platz. Im September 2021 gewann sie beim Cross-Country-Weltcup das Short-Track-Rennen in Lenzerheide.
Im Juni 2023 gewann sie die schwedische Meisterschaft im Zeitfahren. Bei der Tour de France Femmes 2023 stieg Rissveds nach der vierten Etappe aus. Sie war als Kapitänin des Teams Coop-Hitec Products zum ersten Mal bei der Tour de France Femmes angetreten. Bei den Olympischen Sommerspielen 2024 gewann sie Bronze hinter Pauline Ferrand-Prévot und Haley Batten.

## Auszeichnungen
- 2017: Idrottsgalan (Leistung des Jahres)[19]
- 2017: Victoriapriset[20]
- 2017: Hans Majestät Konungens medalj[21]
- 2019: Idrottsgalan (Fair Play)[22]

## Erfolge

### Straße
2011
 Schwedische Meisterin (Junioren) – Einzelzeitfahren
2022
 Schwedische Meisterin – Straßenrennen
eine Etappe Gracia Orlová
2023
Gesamtwertung und eine Etappe Gracia Orlová
 Schwedische Meisterin – Einzelzeitfahren

### Cyclocross
2015/2016
 Schwedische Meisterin
2016/2017
 Schwedische Meisterin

### Mountainbike
2010
 Schwedische Meisterin (Junioren) – Cross-Country XCO
2012
 Schwedische Meisterin (Junioren) – Cross-Country XCO
 Europameisterin (Junioren) – Cross-Country XCO
ein Weltcup-Erfolg – Eliminator XCE
2013
 Europameisterin – Eliminator XCE
 Europameisterschaften (U23) – Cross-Country XCO
 Schwedische Meisterin – Cross-Country XCO, Eliminator XCE, Downhill DHI
zwei Weltcup-Erfolge – Eliminator XCE
2014
 Schwedische Meisterin – Cross-Country XCO, Eliminator XCE
ein Weltcup-Erfolg (U23) – Cross-Country XCO
ein Weltcup-Erfolg – Eliminator XCE
2015
 Schwedische Meisterin – Cross-Country XCO, Eliminator XCE
 Weltmeisterschaften (U23) – Cross-Country XCO
Weltcup-Gesamtsieg und sechs Erfolge (U23) – Cross-Country XCO
2016
 Olympische Spiele – Cross-Country XCO
 Weltmeisterin (U23) – Cross-Country XCO
 Europameisterschaften (U23) – Cross-Country XCO
 Schwedische Meisterin – Cross-Country XCO
ein Weltcup-Erfolg – Cross-Country XCO
2019
 Schwedische Meisterin – Cross-Country XCO
ein Weltcup-Erfolg – Cross-Country XCO
ein Weltcup-Erfolg – Shorttrack XCC
2020
 Schwedische Meisterin – Cross-Country XCO
2021
 Schwedische Meisterin – Cross-Country XCO, Eliminator XCE
ein Weltcup-Erfolg – Shorttrack XCC
2022
 Schwedische Meisterin – Cross-Country XCO, Shorttrack XCC
ein Weltcup-Erfolg – Shorttrack XCC
2023
ein Weltcup-Erfolg – Shorttrack XCC
2024
 Olympische Spiele – Cross-Country XCO
 Schwedische Meisterin – Cross-Country XCO
ein Weltcup-Erfolg – Cross-Country XCO